# Lærke Christensen
Lærke Sofie Christensen, née le 26 mai 1996 à Frederikshavn, est une handballeuse internationale danoise évoluant au poste d'arrière droite. 

## Palmarès

### En club
compétitions nationales
- vainqueur de la coupe du Danemark en 2017 (avec Randers HK)